# Volkswagen Golf V
Para una vista general de todas las generaciones. Véase Volkswagen Golf
El Volkswagen Golf V, Golf A5 o Golf Mk5 se refiere a la quinta generación de este popular modelo de Volkswagen que ha estado en producción ininterrumpida desde agosto de 2003 hasta la actualidad. Al igual que las generaciones precedentes, como el Golf IV al que sustituyó, el Golf V sigue marcando pautas en lo que a la calidad de ensamblado y materiales. Una de sus características más sobresalientes, y que lo diferencian de las generaciones anteriores, es el hecho de reemplazar su tradicional suspensión trasera semiindependiente de eje autoportante, por un muy novedoso diseño multibrazo, anteriormente ya visto en las versiones 4Motion. Esto junto con mejoras en cuando a la cuidadosa puesta a punto de chasis, hacen que el Golf V tenga mejores modales en el camino. Sin embargo, esto también sacrifica el espacio de carga útil, a pesar de este modelo presenta un considerable aumento de tamaño en relación con el Golf IV, el volumen de su portaequipaje es considerablemente menor.

## Historia
En agosto de 2003 

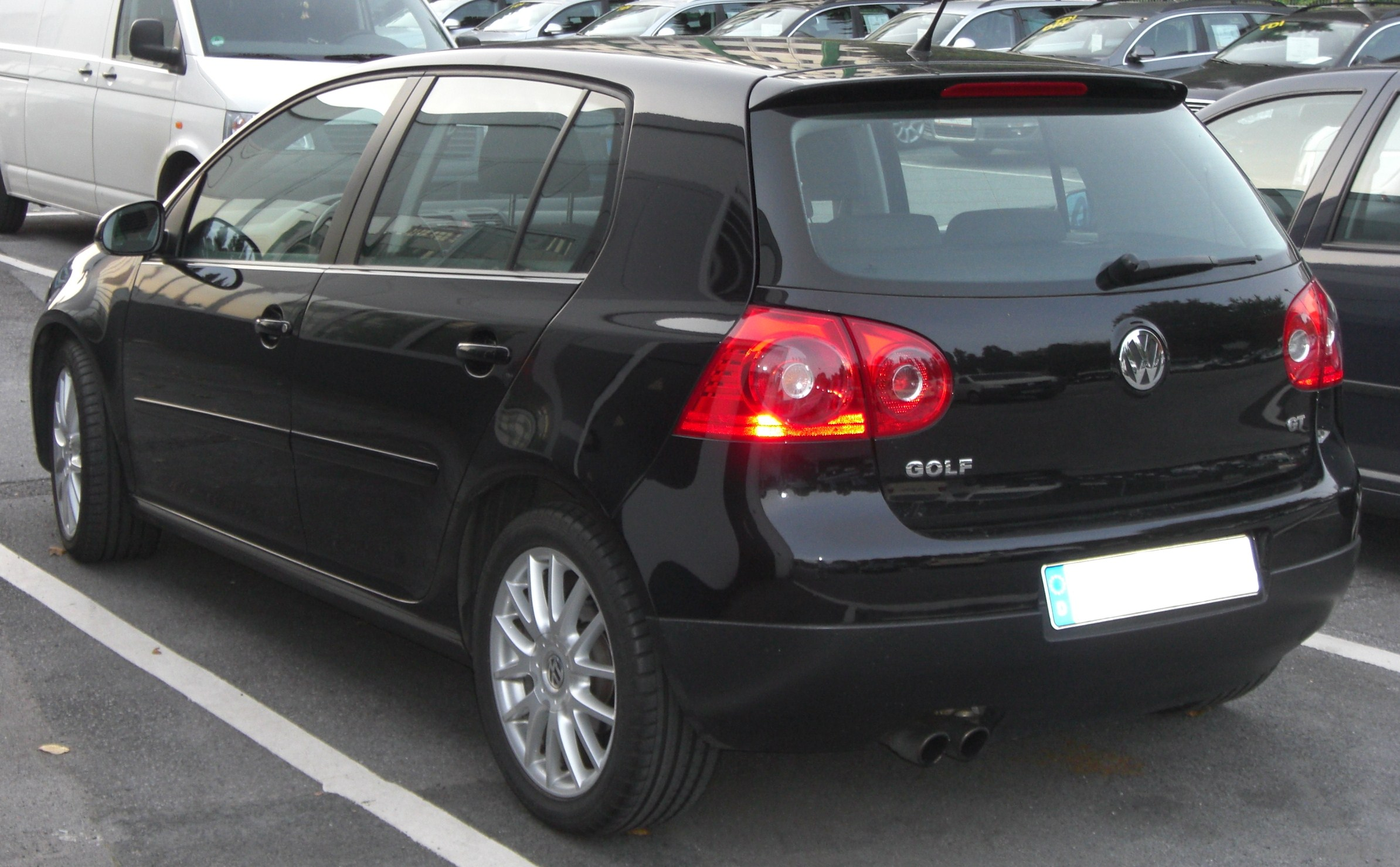
Volkswagen Golf GT 2006. Vista posterior.

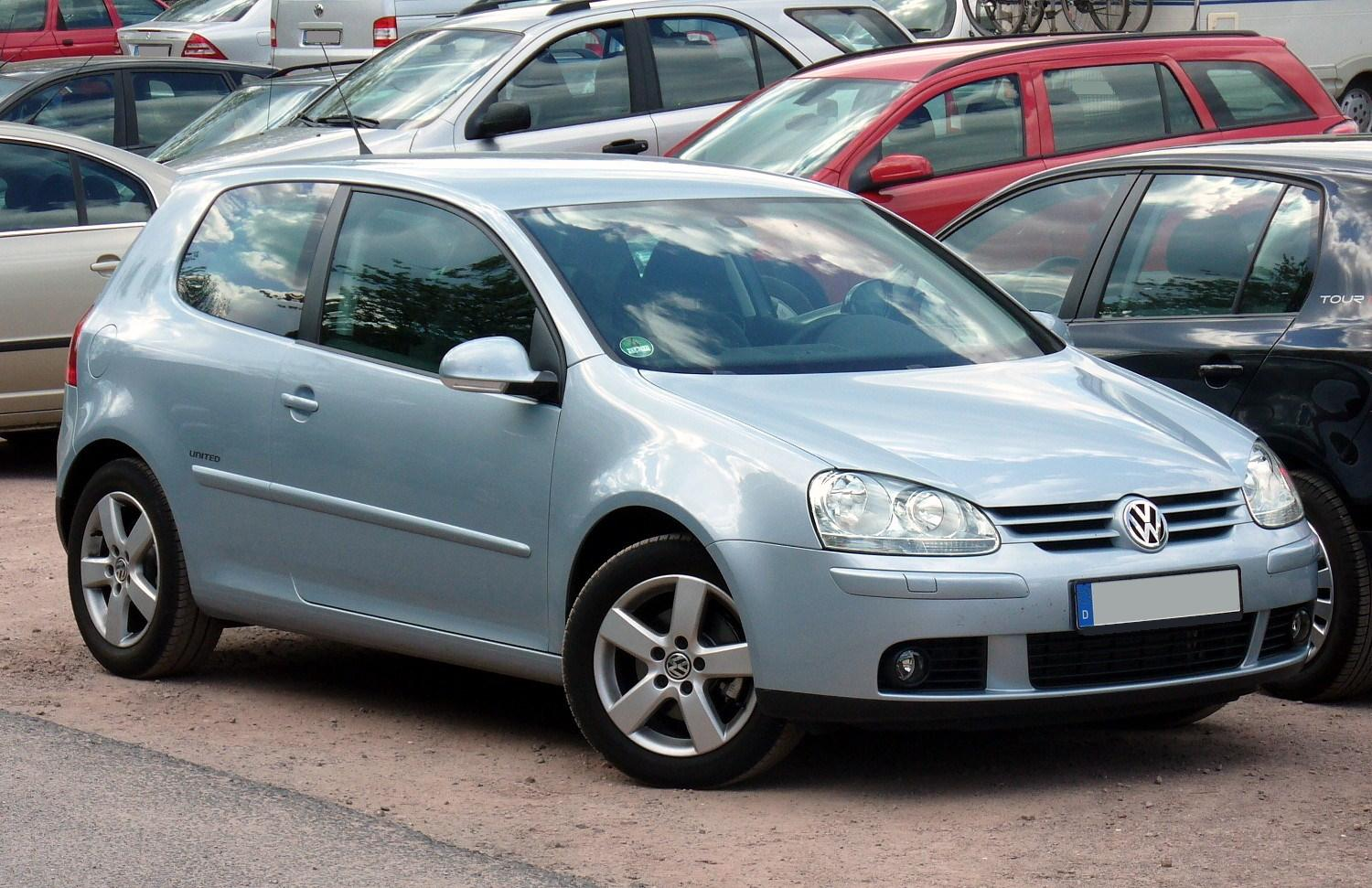
Volkswagen Golf United 2008 en 3 puertas.

Sin embargo, no todo ha sido miel sobre hojuelas en esta generación del Golf. Los problemas del alto costo de producción que aparecieron paulatinamente durante la producción de las generaciones anteriores, se agudizaron de manera notable en el Golf V, ya que el tiempo empleado para la producción de uno de estos automóviles ha llegado a alcanzar el tiempo inusual de 50 horas, mientras que otros modelos de la competencia llegan a requerir menos de la mitad de dicha cantidad de horas. Esto ha ocasionado que el Golf V, aun cuando ha mantenido su posición líder en su segmento en los mercados europeos, ha dificultado que se dé a conocer en muchos lugares del mundo, como en el caso de América Latina o Asia, en donde a la mayoría de los países únicamente llega el Golf GTI, donde ha consolidado su presencia como un automóvil deportivo de alto costo. En algunos mercados de América del Sur se sigue comercializando la generación anterior que continúa su producción en Brasil, o como el caso concreto de Venezuela y Uruguay, donde el Volkswagen Golf (considerado como el modelo más importante de Volkswagen) es un perfecto desconocido al no comercializarse ninguna de sus versiones en dichos países. Por eso mismo, el Golf V está siendo sustituido paulatinamente en todos los mercados donde se comercializa por el nuevo Golf VI.

## Cronología
- 2004: En agosto se da a conocer las primeras informaciones oficiales así como las primeras fotografías del Golf V. La presentación al público en general, con automóviles exhibidos fue durante el Salón Internacional del Automóvil de Frankfurt (IAA) en septiembre del mismo año. Entre las innovaciones sobresalientes de este modelo están los motores con inyección electrónica directa (FSI), una totalmente nueva suspensión trasera de cuatro brazos totalmente independiente, cuatro frenos de disco, un nuevo sistema de dirección electrohidráulica, ESP, control de tracción (ASR), asistente de frenado, diferencial autoblocante (EDS), sistema antibloqueo de frenos (ABS), seis bolsas de aire, espejos exteriores y elevadores de ventanas con control eléctrico y cierre centralizado como equipo de serie en todas las versiones del Golf V. Los niveles de equipamiento en esta primera etapa son el "Golf Trendline", el "Golf Comfortline" y el "Golf Sportline".
- El Golf V recibe un Bus CAN desarrollado por Bosch (no obstante ya se había ofrecido este sistema en el Golf IV desde 2001),
- 2007: Comienza la producción del "Golf V GTI" con un motor inédito 2,0 L Turbo e inyección electrónica directa (FSI) con 200 CV/167 kW. En septiembre se presenta la versión especial "Golf Speed". Esta edición especial fue un proyecto realizado por becarios de Volkswagen. Esta versión se limitó a 200 unidades producidas. 100 en color amarillo y 100 en naranja (colores tomados de la gama de Lamborghini). En diciembre se presenta el "Golf GT" con una nueva mecánica denominada TSI con la tecnología Twincharger, consistente en sobrealimentar al motor con un turbocompresor y un compresor volumétrico a la vez, con lo que el llamado Turbo-lag se reduce a cero, al igual que se consiguen destacadas cifras de potencia y torque junto con una destacada economía de combustible y bajas emisiones. Este motor tiene un desplazamiento de 1,4 L y una potencia de 170 CV/125 kW. Igualmente se presenta un nuevo motor TDI 2,0 L con 170 CV/125 kW.
- 2007: En enero se presenta la versión especial 7Golf Tour" que fue realizado en cooperación con TUI AG, como sustituto del Golf Goal, aunque con algunas variaciones en el equipo, como un libro de vales para viajes reservados por TUI, sin embargo, sin los tapetes de alfombra ni el paquete especial para invierno. En marzo se presenta en el Salón del Automóvil de Ginebra el Golf V Variant, sin embargo, el comienzo de su comercialización es hasta el segundo semestre de este año. En octubre la versión especial "Golf United" reemplaza al Golf Tour, igualmente, con algunos cambios en el equipamiento, esta nueva versión se caracteriza por sus ruedas de aleación "Mugello", una bolsa para viajes de Nike, aunque pierde el climatizador automático Climatronic). Se comienza a ofrecer el motor 1,4 L TSI con 122 CV/90kW junto a una nueva caja de cambios robotizada DSG de 7 velocidades. En esta nueva mecánica TSI se prescinde del compresor volumétrico, dejando únicamente el turbocompresor como sistema de sobrealimentación
- 2008: Se presenta la versión especial "Golf Edition", que no sustituye al Golf United que continúa su comercialización. El Golf Edition tiene ruedas de aleación "Atlanta", aire acondicionado "Climatic", y un paquete (opcional en otras versiones) que consiste en molduras cromadas. En agosto se dan a conocer las primeras informaciones del Golf VI, que si bien conserva muchos componentes del Golf V, se reduce el tiempo y costo de producción que fue uno de los más grandes problemas de esta generación. En el mes de octubre el Golf V queda descontinuado.

## Motorizaciones
En los primeros meses de venta, los motores gasolina 1,4 litros de 75 CV y 1,6 litros de 102 CV de inyección indirecta fueron acompañados por dos unidades con inyección directa (denominada comercialmente "Fuel Stratified Injection"): un 1,6 litros de 115 CV y un 2,0 litros de 150 CV. Todos los modelos de motores aquí citados, excepto el 1,6 de 102 CV, ya se han retirado del mercado a lo largo de 2007 y 2008.
Los primeros Diésel fueron un 2,0 SDI de 75 CV y el antiguo 1,9 TDI de 90 CV. Los motores Diésel actuales son el 1,9 TDI de 105 CV, y el 2,0 litros en dos versiones: una de 140 CV y otra de 170 CV. El 1,9 de 105 CV y los dos 2,0 tienen turbocompresor de geometría variable, inyección directa con inyector-bomba e intercooler. El 1,9 litros de 90 CV tenía turbocompresor de geometría fija.
A partir de 2006, se comercializó uno de los motores más revolucionarios del momento, el motor 1,4 TSI de 122, 140 o 170 CV de potencia máxima. Este rendimiento se logra con un compresor volumétrico y un turbocompresor (salvo en el de 122 CV, que solamente tiene turbocompresor). Mientras que el compresor funciona a bajas revoluciones, el turbocompresor se enciende a medio régimen y el primero se desconecta a altas vueltas. Este sistema permite un entrega de potencia pareja a todo régimen y le otorga prestaciones de un motor atmosférico de 2,4 litros con un consumo inferior. La diferencia de potencias entre las tres versiones se debe en gran medida a una mayor/menor presión de soplado de los compresores.
Actualmente, el gasolina 1,6 litros de 102 CV y los diésel 1,9 litros tienen cajas de cambios manual de cinco marchas, y el resto de la gama de seis marchas. El 1,6 FSI está disponible también con una caja automática de seis marchas llamada Tiptronic, y los 1,4 TSI, 2,0 TFSI, 1,9 TDI de 105 CV, 2,0 TDI y 3,2 V6 opcionalmente con una de doble embrague y seis relaciones -siete relaciones en el caso del motor 1,4 TSI de 122 CV.
| Periodo                        | 2006-2008             | 2006-2008             | 2006-2008                 | 2007-2008                                         | 2006-2008                                         | 2006-2008                                         | 2006-2008                                        | 2006-2007                                         | 2006-2008                                         | 2006-2008                                         | 2006-2008                                         | 2008                                              | 2006-2008                                         | 2006-2008                                         |
| Identificación del motor       | BCA                   | BUD                   | BKG/BLN                   | CAXA                                              | BMY                                               | BLG                                               | BGU/BSE/BSF                                      | BAG/BLF/BLP                                       | AXW/BLR/BLX/BLY/AVY/AVZ/BVX/MBM                   | AXX/BWA/BPY/CAWB                                  | BYD                                               | -                                                 | BGQ                                               | BDB/BMJ/BUB/CBRA                                  |
| Tipo de motor                  | L4 16v                | L4 16v                | L4 16v, inyección directa | L4 16v, inyección directa, turbo                  | L4 16v, inyección directa, turbo, compresor       | L4 16v, inyección directa, turbo, compresor       | L4 8v                                            | L4 8v, inyección directa                          | L4 8v, inyección directa                          | L4 16v, inyección directa, turbo                  | L4 16v, inyección directa, turbo                  | L4 16v, inyección directa, turbo                  | L5 20v                                            | VR6 24v                                           |
| Diámetro x carrera             | 76.5 mm x 75.6 mm     | 76.5 mm x 75.6 mm     | 76.5 mm x 75.6 mm         | 76.5 mm x 75.6 mm                                 | 76.5 mm x 75.6 mm                                 | 76.5 mm x 75.6 mm                                 | 81.0 mm x 77.4 mm                                | 76.5 mm x 86.9 mm                                 | 82.5 mm x 92.8 mm                                 | 82.5 mm x 92.8 mm                                 | 82.5 mm x 92.8 mm                                 | 82.5 mm x 92.8 mm                                 | 82.5 mm x 92.8 mm                                 | 84.0 mm x 95.9 mm                                 |
| Cilindrada                     | 1390 cm³              | 1390 cm³              | 1390 cm³                  | 1390 cm³                                          | 1390 cm³                                          | 1390 cm³                                          | 1595 cm³                                         | 1598 cm³                                          | 1984 cm³                                          | 1984 cm³                                          | 1984 cm³                                          | 1984 cm³                                          | 2480 cm³                                          | 3189 cm³                                          |
| Relación de compresión         | 10.5: 1               | 10.5: 1               | 12.0 : 1                  | 10.0: 1                                           | 10.0: 1                                           | 10.0: 1                                           | 10.5.0: 1                                        | 12.0: 1                                           | 11.5: 1                                           | 10.3: 1                                           | 10.3: 1                                           | 10.3: 1                                           | 10.5: 1                                           | 10.9: 1                                           |
| Potencia máxima: CV (kW) @ rpm | 75 CV (55 kW) @ 5000  | 80 CV (59 kW) @ 5000  | 90 CV (66 kW) @ 5200      | 122 CV (90 kW) @ 5000                             | 140 CV (103 kW) @ 5600                            | 170 CV (125 kW) @ 6000                            | 102 CV (75 kW) @ 5600                            | 115 CV (85 kW) @ 6000                             | 150 CV (110 kW) @ 6000                            | 200 CV (147 kW) @ 5100-6000                       | 230 CV (169 kW) @ 5500                            | 240 CV (176 kW) @ 6000                            | 170 CV (125 kW) @ 5700                            | 250 CV (184 kW) @ 6300                            |
| Par máximo: Nm @ rpm           | 126 Nm @ 3800         | 132 Nm @ 3800         | 130 Nm @ 3750             | 200 Nm @ 1500-4000                                | 220 Nm @ 1500-4000                                | 240 Nm @ 1750-4500                                | 148 Nm @ 3800                                    | 155 Nm @ 4000                                     | 200 Nm @ 3500                                     | 280 Nm @ 1800-5000                                | 300 Nm @ 2200-5200                                | 330 Nm @ 2100                                     | 240 Nm @ 4250                                     | 320 Nm @ 2500-3000                                |
| Tracción                       | Delantera             | Delantera             | Delantera                 | Delantera                                         | Delantera                                         | Delantera                                         | Delantera                                        | Delantera                                         | Delantera / Total (4Motion)                       | Delantera                                         | Delantera                                         | Delantera                                         | Delantera                                         | Total (4Motion)                                   |
| Transmisión                    | Manual, 5 velocidades | Manual, 5 velocidades | Manual, 5 velocidades     | Manual, 6 velocidades / Automática, 7 velocidades | Manual, 6 velocidades / Automática, 6 velocidades | Manual, 6 velocidades / Automática, 6 velocidades | Manual, 5 velocidades / Automática 6 velocidades | Manual, 6 velocidades / Automática, 6 velocidades | Manual, 6 velocidades / Automática, 6 velocidades | Manual, 6 velocidades / Automática, 6 velocidades | Manual, 6 velocidades / Automática, 6 velocidades | Manual, 6 velocidades / Automática, 6 velocidades | Manual, 5 velocidades / Automática, 6 velocidades | Manual, 6 velocidades / Automática, 6 velocidades |
| Aceleración (0-100 km/h)       | 14.7 s                | 13.9 s                | 12.9 s                    | 9.4 s                                             | 8.8 s                                             | 7.9 s                                             | 11.4 s                                           | 10.8 s                                            | 8.9 s                                             | 7.2 s                                             | 6.8 s                                             | 6.7 s                                             | -                                                 | 6.5 s                                             |
| Velocidad máxima               | 164 km/h              | 168 km/h              | 174 km/h                  | 197 km/h                                          | 205 km/h                                          | 220 km/h                                          | 184 km/h                                         | 192 km/h                                          | 209 km/h                                          | 235 km/h                                          | 245 km/h                                          | 241 km/h                                          | 209 km/h                                          | 250 km/h                                          |
| Consumo combinado (L/100 km/h) | 6.8                   | 6.9                   | 6.2                       | 6.3                                               | 7.1                                               | 7.3                                               | 7.4                                              | 6.4                                               | 8.0                                               | 8.0                                               | 8.2                                               | 8.0                                               | 9.5                                               | 10.7                                              |

| Periodo                        | 2006-2008                                                    | 2006-2008                                                                                             | 2007-2008                                                    | 2006-2008                | 2006-2008                                                     | 2006-2008                                                     | 2006-2008                                                    | 2006-2008                                                     |
| Identificación del motor       | BRU/BXF/BXJ                                                  | BJB/BKC/BXE                                                                                           | BLS                                                          | BDK                      | AZV                                                           | BKD                                                           | BMM                                                          | BMN                                                           |
| Tipo de motor                  | L4 8v, inyección directa, inyector-bomba, turbo, intercooler | L4 8v, inyección directa, inyector-bomba, turbo, intercooler                                          | L4 8v, inyección directa, inyector-bomba, turbo, intercooler | L4 8v, inyección directa | L4 16v, inyección directa, inyector-bomba, turbo, intercooler | L4 16v, inyección directa, inyector-bomba, turbo, intercooler | L4 8v, inyección directa, inyector-bomba, turbo, intercooler | L4 16v, inyección directa, inyector-bomba, turbo, intercooler |
| Diámetro x carrera             | 79.5 mm x 95.5 mm                                            | 79.5 mm x 95.5 mm                                                                                     | 79.5 mm x 95.5 mm                                            | 81.0 mm x 95.5 mm        | 81.0 mm x 95.5 mm                                             | 81.0 mm x 95.5 mm                                             | 81.0 mm x 95.5 mm                                            | 81.0 mm x 95.5 mm                                             |
| Cilindrada                     | 1896 cm³                                                     | 1896 cm³                                                                                              | 1896 cm³                                                     | 1968 cm³                 | 1968 cm³                                                      | 1968 cm³                                                      | 1968 cm³                                                     | 1968 cm³                                                      |
| Relación de compresión         | 19.0: 1                                                      | 19.0: 1                                                                                               | 19.0: 1                                                      | 19.0: 1                  | 18.0: 1                                                       | 18.0: 1                                                       | 18.0: 1                                                      | 18.0: 1                                                       |
| Potencia máxima: CV (kW) @ rpm | 90 CV (66 kW) @ 3750                                         | 105 CV (77 kW) @ 4000                                                                                 | 105 CV (77 kW) @ 4000                                        | 75 CV (55 kW) @ 4200     | 136 CV (100 kW) @ 4000                                        | 140 CV (103 kW) @ 4000                                        | 140 CV (103 kW) @ 4000                                       | 170 CV (125 kW) @ 4200                                        |
| Par máximo: Nm @ rpm           | 210 Nm @ 1800-2500                                           | 250 Nm @ 1900                                                                                         | 250 Nm @ 1900                                                | 140 Nm @ 2200-2400       | 320 Nm @ 1750-2500                                            | 320 Nm @ 1750-2500                                            | 320 Nm @ 1800-2500                                           | 350 Nm @ 1750-2500                                            |
| Tracción                       | Delantera                                                    | Delantera / Total (4Motion)                                                                           | Delantera                                                    | Delantera                | Delantera                                                     | Delantera / Total (4Motion)                                   | Delantera / Total (4Motion)                                  | Delantera                                                     |
| Transmisión                    | Manual, 5 velocidades                                        | Manual, 5 velocidades / Manual, 6 velocidades / Automática, 6 velocidades / Automática, 7 velocidades | Manual, 5 velocidades                                        | Manual, 5 velocidades    | Manual, 6 velocidades / Automática, 6 velocidades             | Manual, 6 velocidades / Automática, 6 velocidades             | Manual, 6 velocidades / Automática, 6 velocidades            | Manual, 6 velocidades / Automática, 6 velocidades             |
| Aceleración 0–100 km/h         | 12.9 s                                                       | 11.3 s                                                                                                | 11.3 s                                                       | 16.7 s                   | 9.4 s                                                         | 9.3 s                                                         | 9.3 s                                                        | 8.2 s                                                         |
| Velocidad máxima               | 176 km/h                                                     | 187 km/h                                                                                              | 190 km/h                                                     | 163 km/h                 | 203 km/h                                                      | 205 km/h                                                      | 205 km/h                                                     | 220 km/h                                                      |
| Consumo combinado (L/100 km/h) | 5.0                                                          | 5.0                                                                                                   | 4.5                                                          | 5.4                      | 5.3                                                           | 5.5                                                           | 5.5                                                          | 5.9                                                           |

## Golf GTI

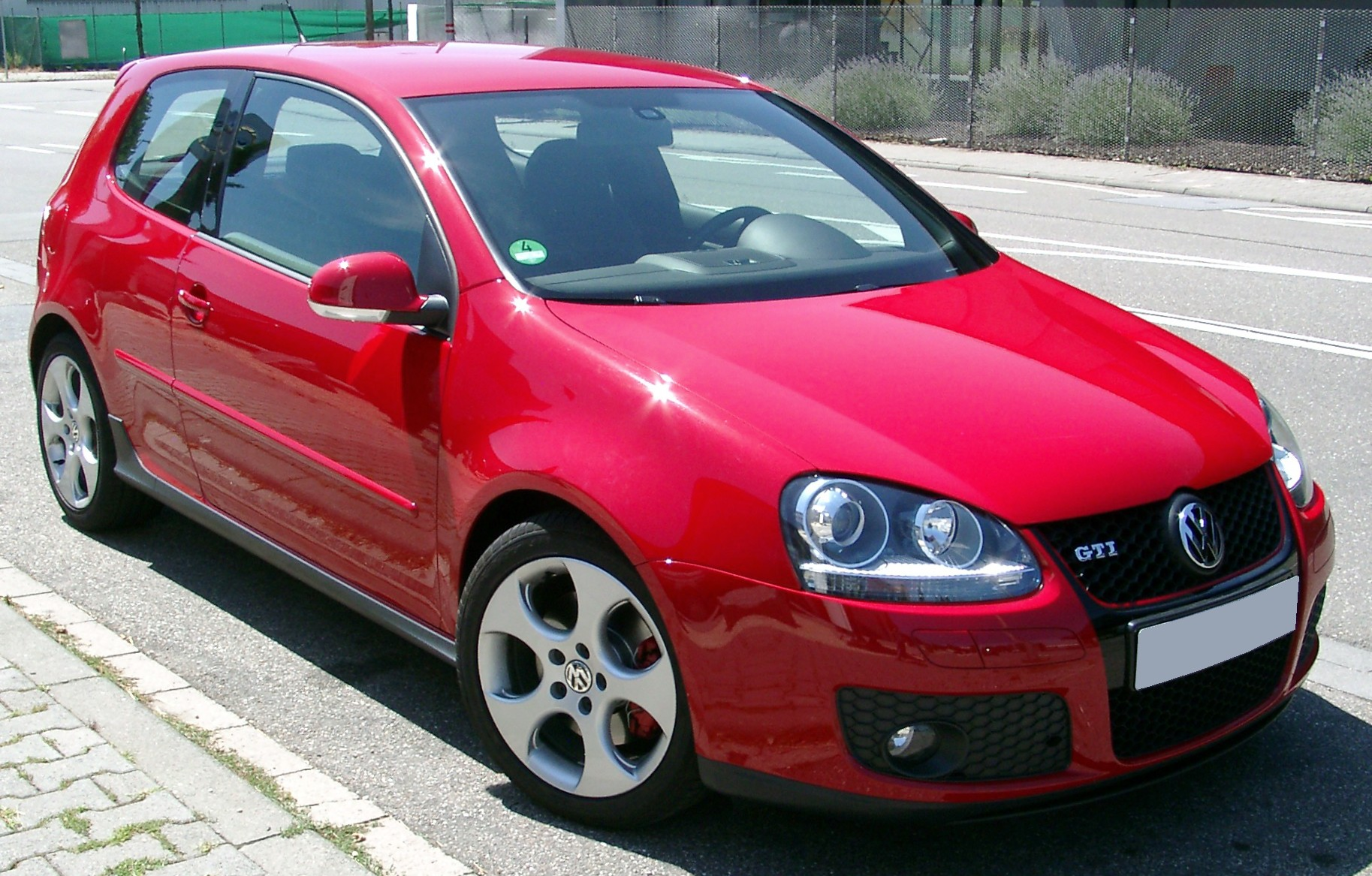
Volkswagen Golf V GTI. Vista frontal.

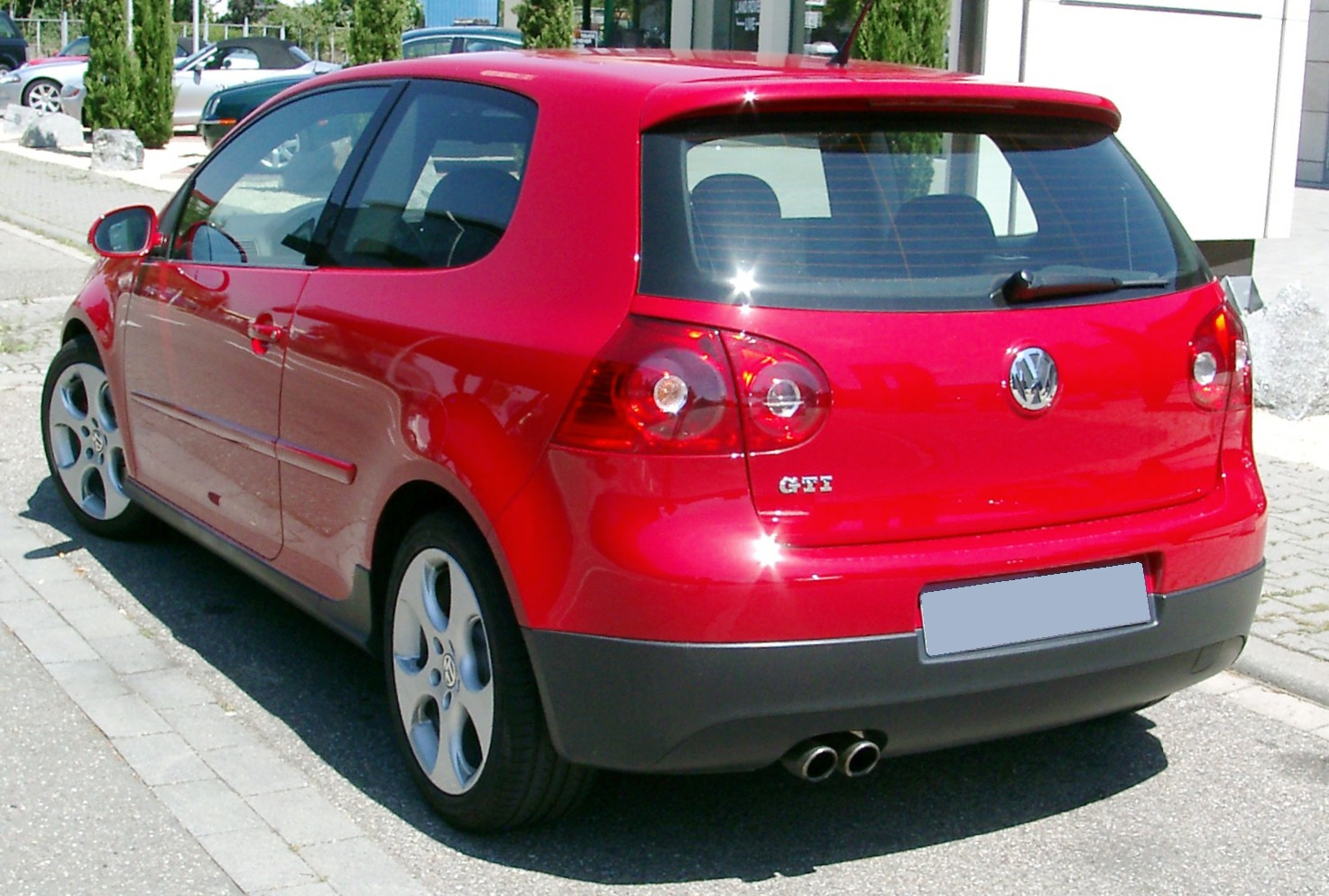
Volkswagen Golf V GTI. Vista posterior.

A finales del 2006, un año después de haber sido presentado el prototipo, se puso a la venta el "Golf GTI". Su planta de poder es un motor a gasolina que se utilizó por primera vez en este modelo, si bien ya se ha generalizado en la actualidad a otros modelos del Grupo Volkswagen, este motor es un 4 cilindros 2,0 L Turbo FSI con 200 CV de potencia máxima y 280 Nm de par motor máximo, éste probó tener prestaciones sobresalientes, además de eliminarse por completo la demora del turbocompresor (turbolag) que tanto sufrían los motores 1,8 L Turbo instalados en el Golf IV. Las cajas de cambios disponibles para esta versión son una manual de 6 velocidades y una caja robotizada de doble embrague DSG también de 6 velocidades. Dentro del apartado estético, y a diferencia del Golf IV GTI, tiene detalles que hacen recordar al Golf GTI I, como varios acentos exteriores en negro y un marco interior rojo en la parrilla, que a diferencia de otras versiones del Golf V, presenta un diseño de "panal de abeja", ruedas de aleación de diseño exclusivo BBS en 17 o 18 pulgadas de diámetro, que dejan ver las pinzas de los frenos pintadas en rojo, mientras que al interior, presenta los característicos asientos de tipo deportivo con un diseño en tela a cuadros, acentos en aluminio tanto en tablero como en puertas, un cuadro de instrumentos específico, al igual que varias opciones de vestiduras en piel con alcántara, o solamente piel, dependiendo del país donde se comercializa. Tanto el periodismo como el público han destacado su estética y sus cualidades dinámicas.

### Golf GTI Edition 30

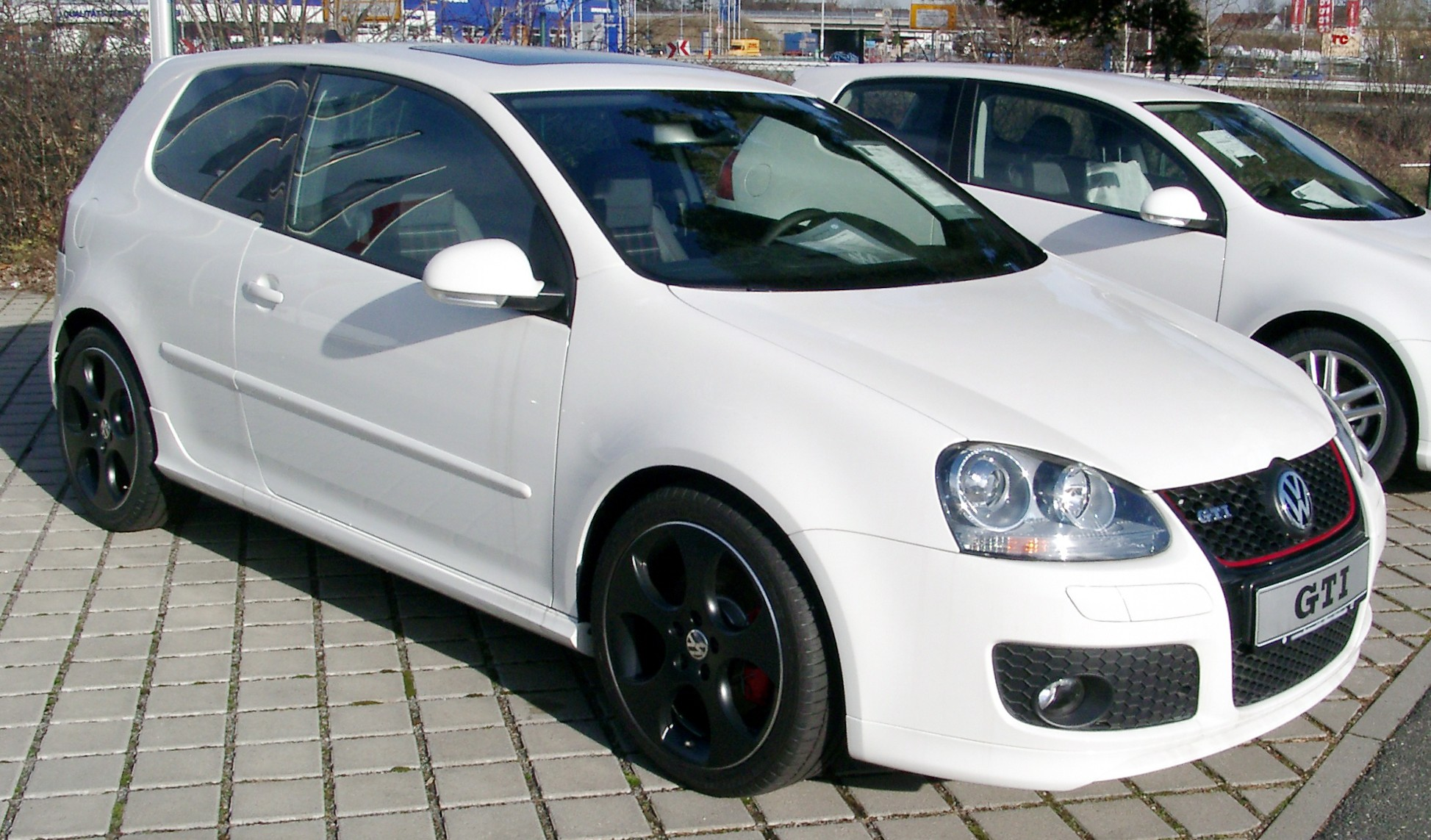
Volkswagen Golf GTI Edition 30.

Siguiendo el gran éxito de las versiones conmemorativas de 20 y 25 aniversario del "Golf GTI", se presenta en noviembre de 2006 el Volkswagen Golf GTI Edition 30. Se contemplaron 1.500 unidades de esta edición limitada. Su motor se modificó para que proporcionara una cifra de 230 CV (30 CV más que el "Golf GTI" convencional), disparando rumores de que sus prestaciones superaban a las del Golf IV R32, entre los cambios con que se dotó el "Edition 30" estaban los bajos de carrocería pintados al color del auto, defensas especiales por parte de Votex, luces traseras ahumadas, y al interior, el ya tradicional pomo de la palanca de cambios en forma de pelota de golf, con la leyenda "Edition 30", y sus ruedas de aleación eran o las de 18" "Detroit" pintadas en negro, o bien unas BBS "Rockingham".
Como resultado las prestaciones fueron mejoradas: La aceleración de 0-100 km/h en solamente 6,8 s (6,6 segundos para los modelos equipados con la caja de cambios DSG), así como una velocidad máxima de 245 km/h (manual) o 243 km/h (DSG).
Cabe mencionar que esta mecánica fue la base del motor que impulsa actualmente al Audi S3.

### Golf GTI Pirelli

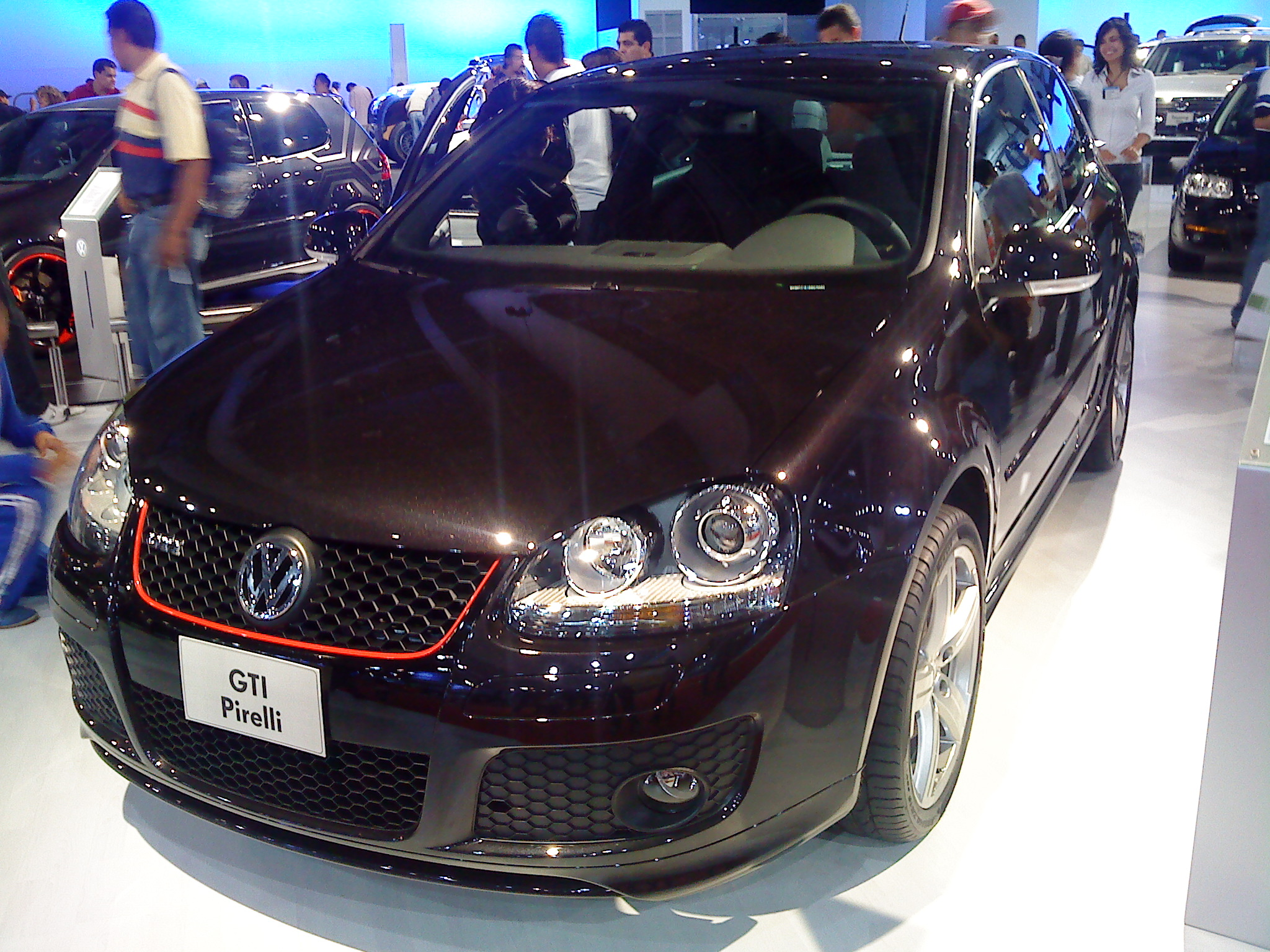
Volkswagen Golf GTI Pirelli.

Esta es una edición especial del "Golf GTI" que fue desarrollada por Volkswagen Individual, a la que se le proporcionó el motor que se dio a conocer en el "Golf GTI Edition 30" con 230 CV de potencia. Este modelo fue equipado con unos neumáticos Pirelli P-Zero 225/40R18 con unas ruedas de aleación exclusivas de 5 brazos en color titanio. Al igual que los demás "Golf GTI" está disponible con caja manual de 6 velocidades o la DSG, también de 6 velocidades.
Sus vestiduras son de piel con la parte central de microfibras en diseño "San Remo", que imita el patrón de la banda de rodamiento de unos neumáticos Pirelli, presenta costuras en color amarillo en asientos, volante y palancas de velocidades y de freno de mano. Hay logotipos Pirelli en volante y cabeceras. Al exterior, entre otros colores, está disponible en el color Amarillo Sunflower exclusivo de esta versión especial. Como dato adicional, este modelo estuvo disponible en el mercado mexicano por un corto tiempo hasta su regreso años después.

### Golf GTI W12 Concept

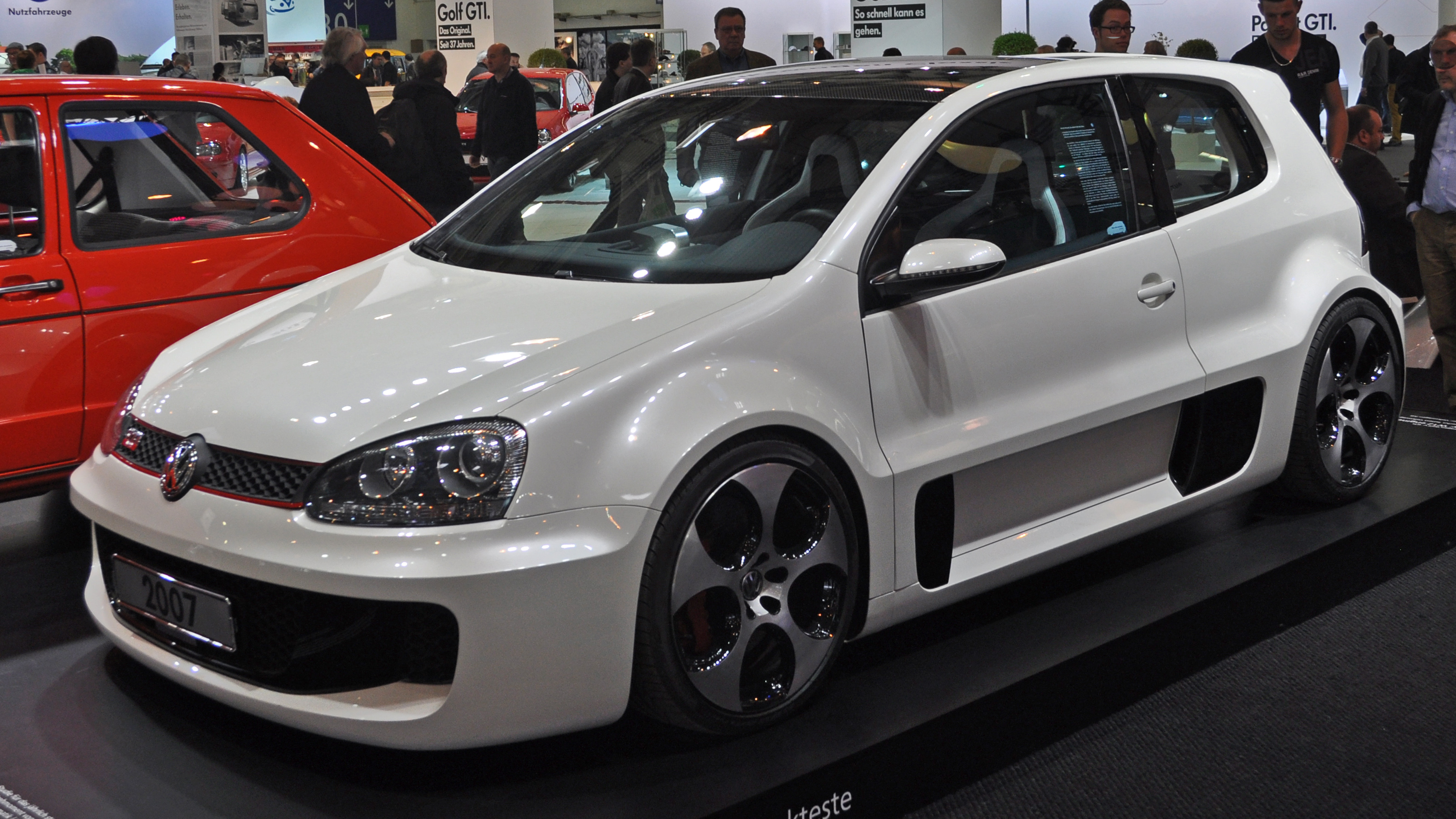
Volkswagen Golf GTI W12 concept.

## Golf GT

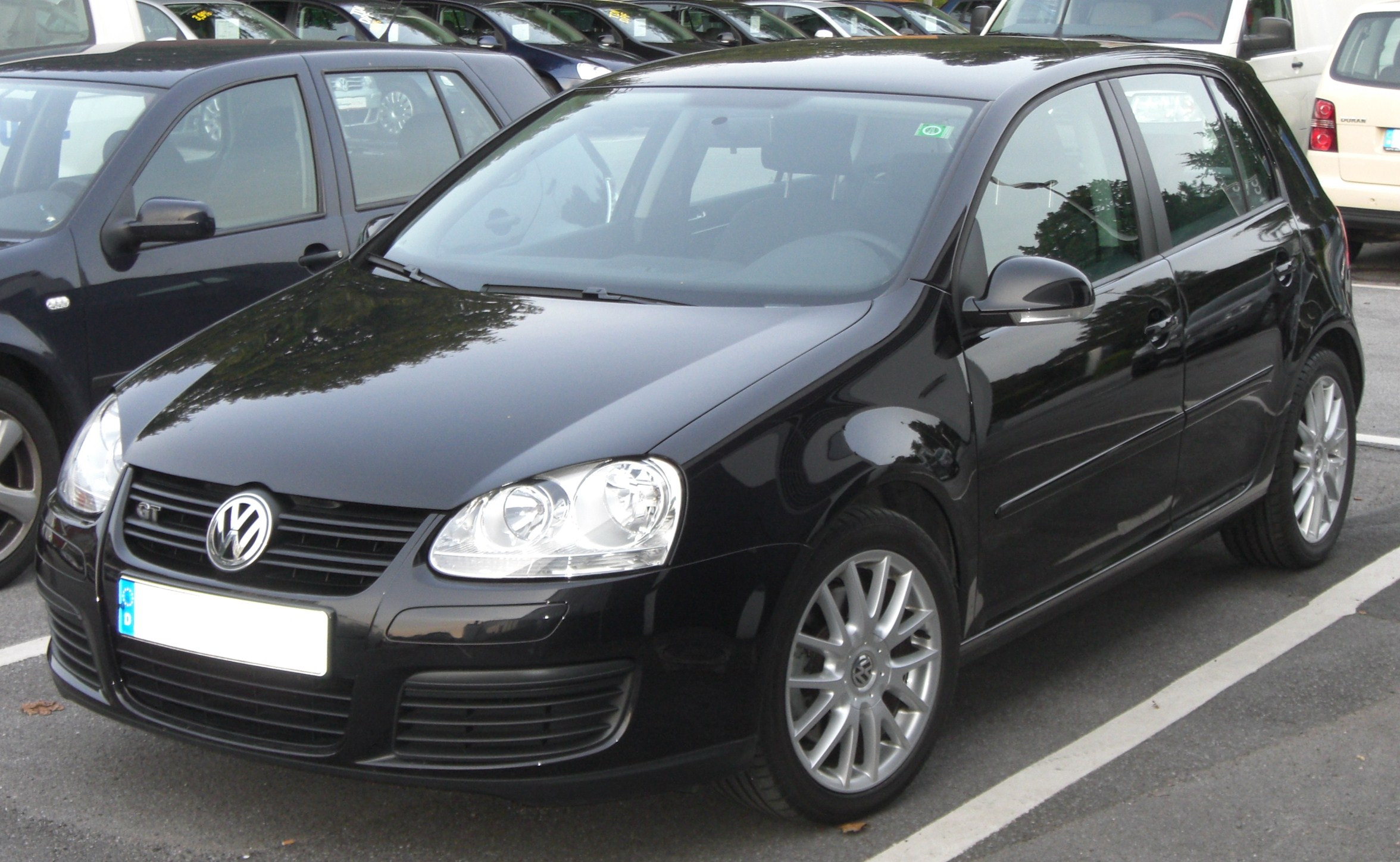
Volkswagen Golf GT.

El Golf V GT se presenta al mercado en febrero de 2006, siendo el primer vehículo de Grupo Volkswagen en portar el motor 1,4 L TSI (Twincharger, es decir, con un turbocompresor y un supercargador asociados en una misma mecánica FSI). Este motor sorprendió al mercado por su desplazamiento de 1,4 L, al que se le sacan 170 CV/125 kW. Igualmente, existió una versión diésel 2,0 L TDI con la misma potencia. El motor a gasolina TSI destaca al no presentar la característica demora de los motores turbocargados. Ambos motores están disponibles igualmente con una caja de cambios manual de 6 velocidades o la caja de cambios robotizada de doble embrague DSG, con la cual se alcanza una aceleración de 0 a 100 km/h en 7,9 s con la caja manual o 7,7 con la DSG, mientras que la variante a diésel alcanza la misma velocidad en solamente 8,2 s. La velocidad tope de 220 km/h.

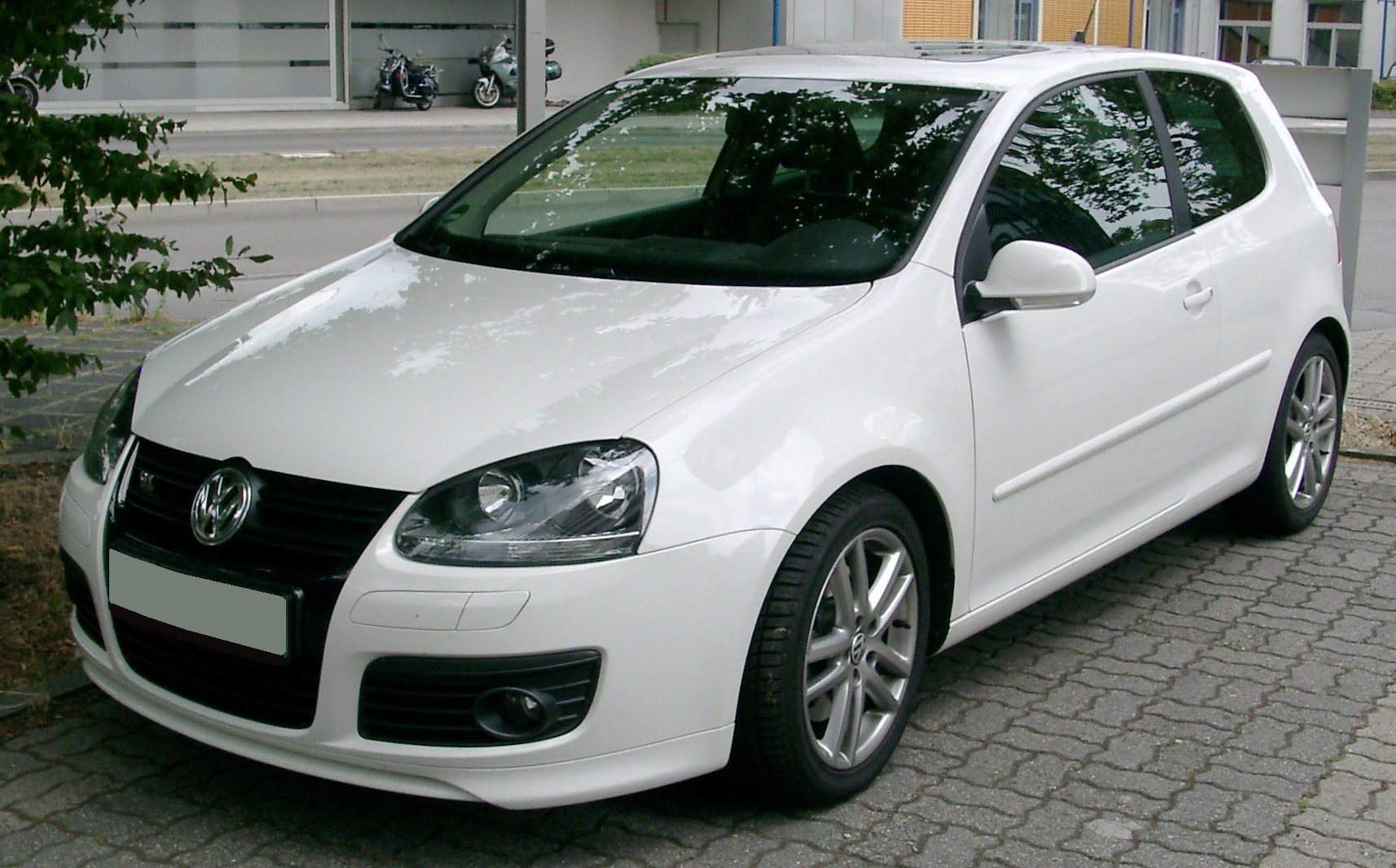
Volkswagen Golf GT Special.

El Golf GT toma el sistema de frenos del Golf GTI, con sus discos ventilados delanteros de 312 mm, y los traseros de 286 mm. Contra las versiones "normales" del Golf, su suspensión se rebajaba 15 mm, y toma los mismos reglajes del Golf GTI, lo cual baja su centro de gravedad. Sus neumáticos son unos 225/45 R 17, mientras que sus ruedas son de aleación tipo "ClassiXs".

### Golf GT Sport
Para el modelo 2007, Volkswagen decide unificar los Golf GT y los Golf Sportline, por lo cual, se lanza el Golf GT Sport, en esta nueva versión, la parrilla está pintada de color negro brillante, de un modo similar al del Golf GTI, pero sin los marcos negros y otra textura en la parrilla. Los motores ahora tienen desde 80 CV/59 kW. Igualmente conserva los motores TDI y TSI de sus antecesores.

## Golf R32

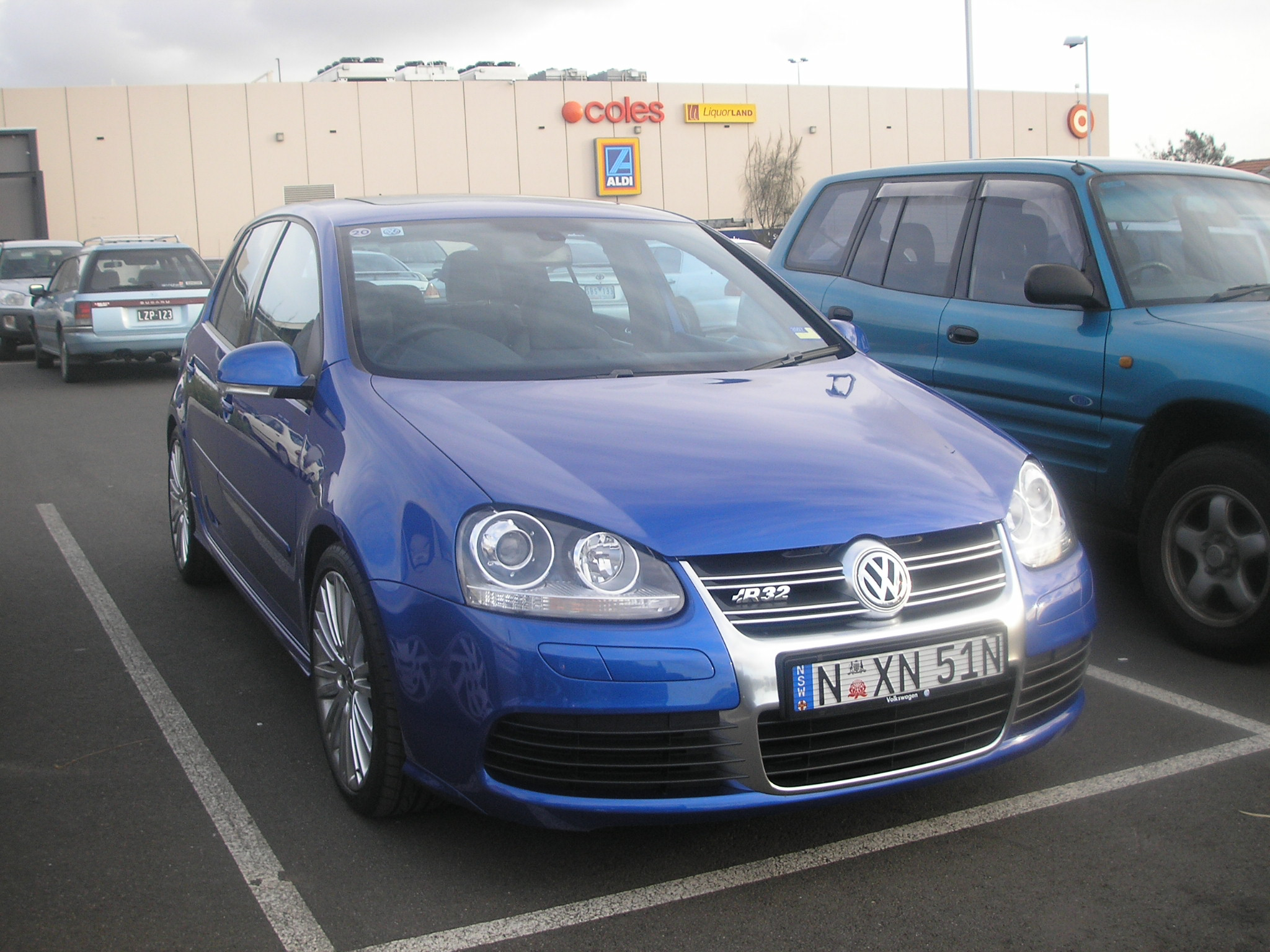
Volkswagen Golf V R32 También disponible en 5 puertas.

En 2006 se comenzó a vender el "Golf R32", que tiene un motor de gasolina V6 de 3,2 litros de cilindrada y 250 CV (184 kilovatios) de potencia máxima a 6.300 rpm y 320 Nm de par máximo. Incorpora tracción a las cuatro ruedas y está disponible con cajas de cambios manual o automática de doble embrague, ambas de seis relaciones.
Además de por el motor, el R32 se distingue del GTI por una suspensión más firme, un sistema de tracción total conectable automáticamente y algunos elementos funcionales o estéticos, como los asientos deportivos.
El anterior Volkswagen Golf R32 tenía un motor de estas características, pero con una potencia máxima de 241 CV (177 kilovatios). Dentro del Grupo Volkswagen, el Audi TT 3.2 tuvo anteriormente un motor de seis cilindros de 3,2 l de cilindrada con 250 CV (184 kilovatios).
Entre los detalles funcionales y decorativos que distinguen exteriormente a esta versión están las tomas de aire frontales, el marco de la parrilla con aspecto de aluminio, la salida de escape doble en posición central y el diseño de las llantas Zolder, de 20 radios.

## Golf Plus
Con el mismo largo que el Golf (4,20 m) y una altura intermedia entre éste (1,47 m) y el Volkswagen Touran (1,58 m), se lanzó en 2005 el monovolumen compacto Volkswagen Golf Plus, para cubrir el hueco entre ambos, en un inicio se conceptualizó para sustituir al Golf Variant, sin embargo, tuvo éxito como una nueva variante, ya que el Golf Variant V se lanzó al mercado a inicios del 2008.

## Golf Variant

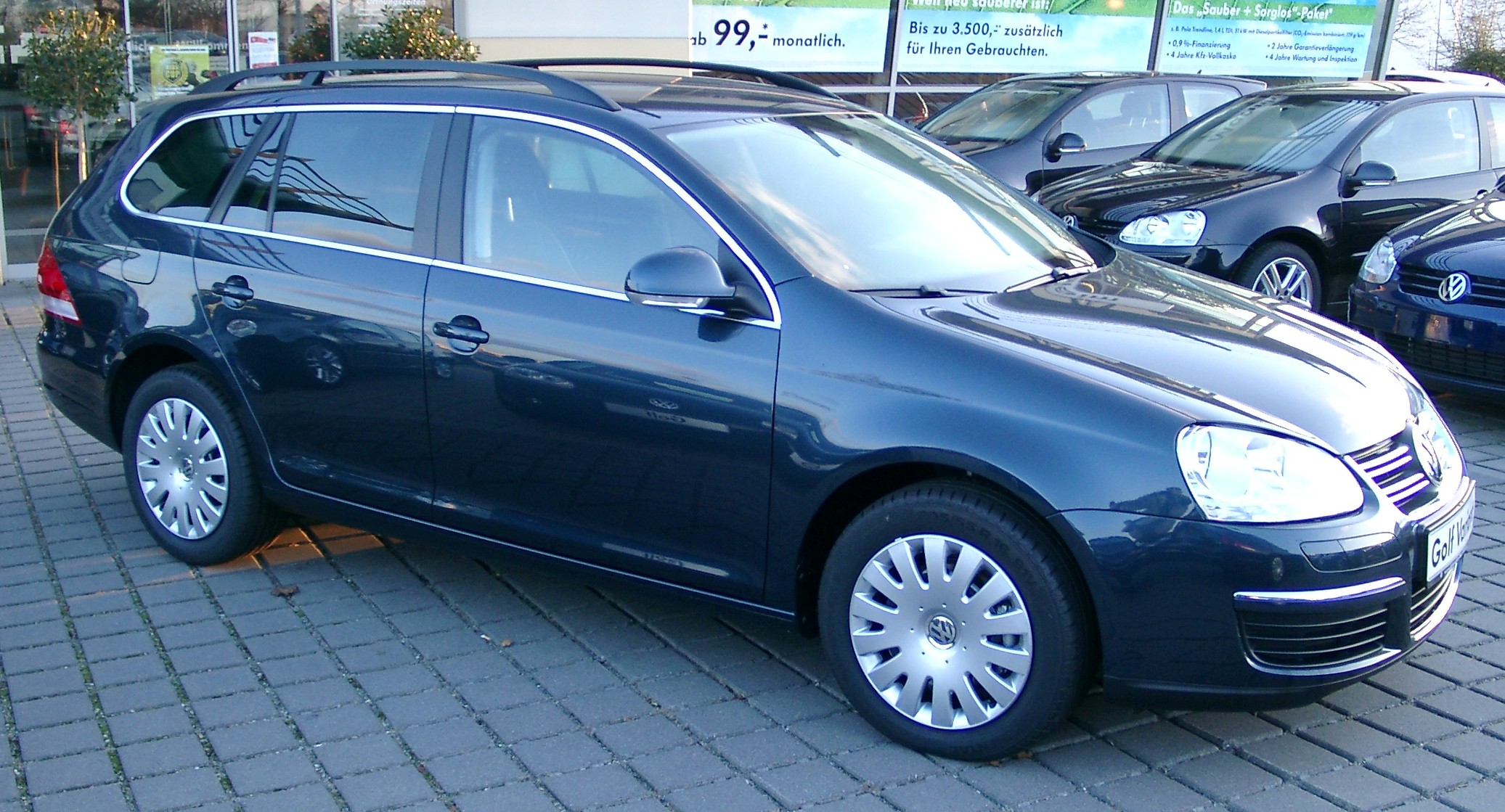
Volkswagen Golf Variant.

El monovolumen Golf Plus se había planeado inicialmente como el sucesor del Golf IV Variant. Como muchos clientes pidieron el retorno de esta carrocería, ésta comenzó a comercializarse en junio de 2007. Respecto a la versión anterior, ha crecido en dimensiones hasta alcanzar un largo de 4,55 m, por lo que en su lanzamiento fue publicitado en Alemania como "el Golf más largo de la historia". El Golf Variant toma el frontal proveniente del Jetta V, como la parrilla doble y cromada. Por esta razón, este familiar lleva el nombre de Jetta o Bora en varios países, ya sea con el sufijo Variant o SportWagen. Este familiar es fabricado al igual que el Jetta por Volkswagen de México.
La capacidad del maletero es de 520 litros, y abatiendo los asientos traseros llega hasta los 1.550 litros, quedando una superficie casi plana.
Respecto a la seguridad, dispone de seis airbags (los dos frontales, dos laterales y dos de cortina), sistema antibloqueo de frenos con distribución electrónica de la frenada, control de estabilidad, asistente de la frenada de emergencia, estabilizador de remolque y dos anclajes Isofix para niños. También es posible en opción airbags laterales traseros.

## Volkswagen Rabbit (Estados Unidos y Canadá)

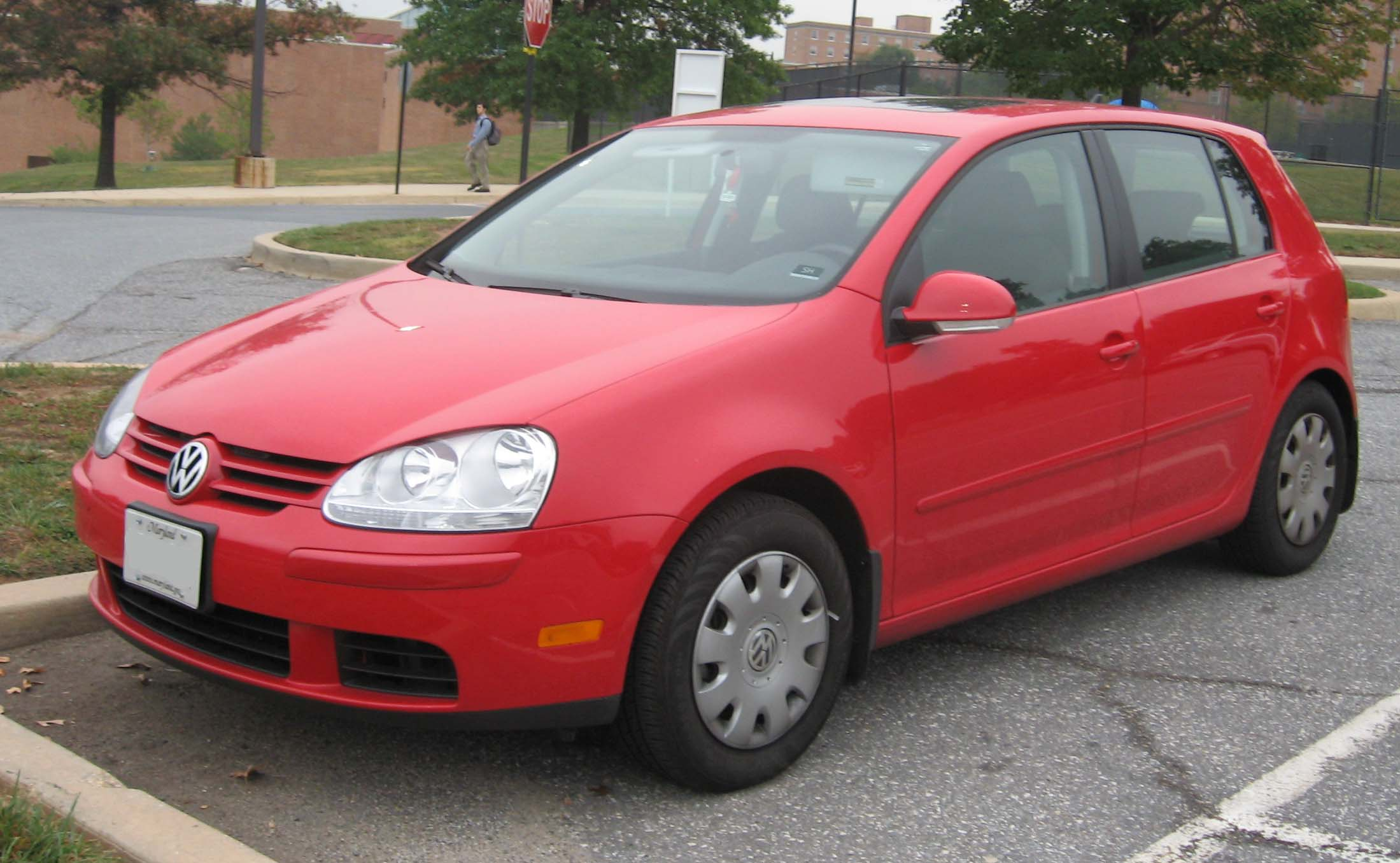
Volkswagen Rabbit.

El Golf V llegó a los Estados Unidos y Canadá en junio de 2006 reviviendo el nombre de Rabbit (nombre que anteriormente tenía el Golf I en estos mercados. La campaña publicitaria para el lanzamiento fue muy agresiva, y encaminada a revivir la memoria de las características de los conejos. En los anuncios impresos se mostraba el viejo emblema del conejo corriendo junto a la leyenda: -"It's back. At $14.990"- ("Está de regreso, a $ 14.990"), mientras que en los anuncios de televisión se muestran unos Volkswagen Rabbit persiguiéndose unos a otros aumentándose cada vez más su número hasta que llenan las calles de una ciudad, utilizando un cliché sobre el "multiplicarse como conejos".
En estos mercados, al no comercializarse marcas como SEAT o Skoda, una estretegía fue el poner una política de precios muy agresiva para este nuevo modelo. Cabe destacar, que a diferencia de las generaciones anteriores, el nuevo Rabbit es importado directamente desde Alemania en todas las versiones comercializadas en estos países.

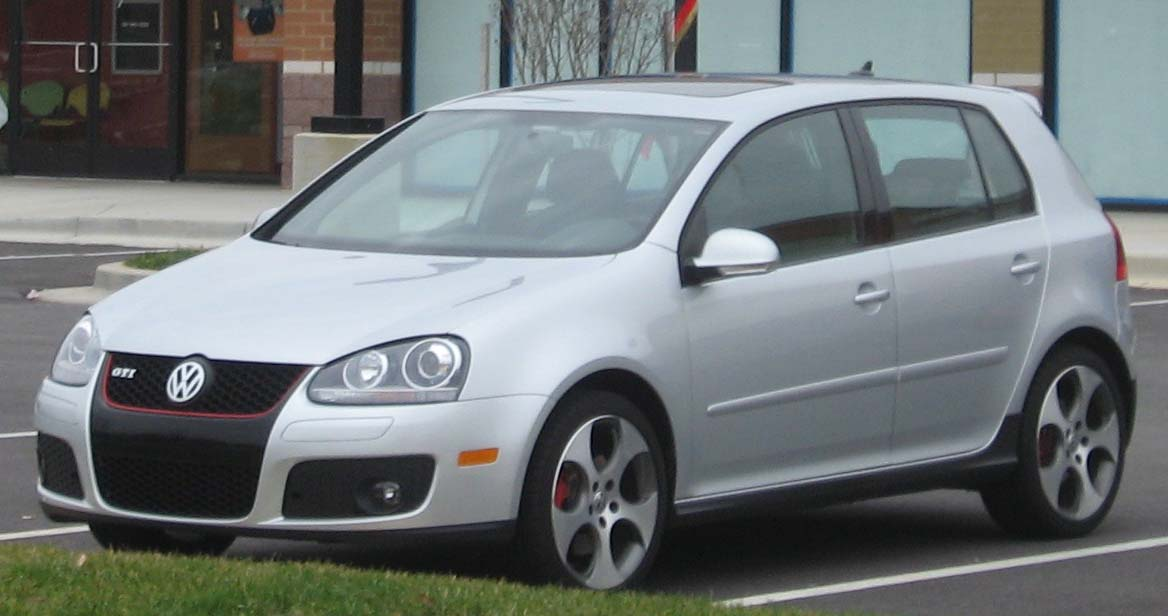
Volkswagen GTI 5 puertas.

La única mecánica disponible para el Rabbit es el mismo motor de 5 cilindros en línea que encontramos igualmente en el Jetta y el New Beetle. Esta planta de poder producía en un inicio 150 CV, mientras que a partir del modelo 2008 esta potencia fue incrementada en 20 CV, llegando a los 170 CV actuales. Este motor cuenta con 20 válvulas. Este motor se asocia a una caja de cambios manual de 5 velocidades o una caja automática Tiptronic de 6 velocidades. En estos dos países no hay opción de mecánicas a diésel.

### Volkswagen GTI

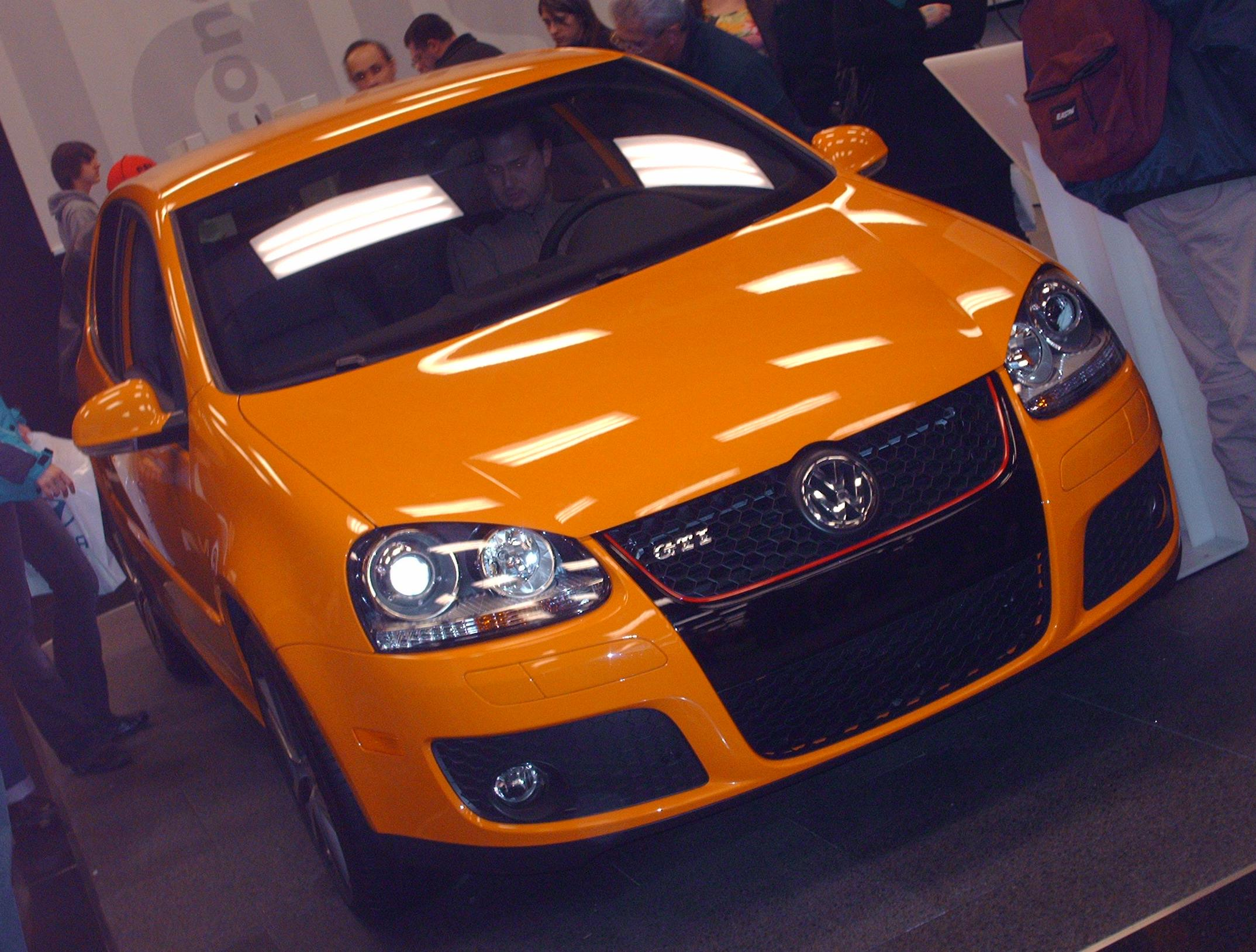
Volkswagen GTI Fahrenheit.

El Volkswagen GTI continúa su comercialización, ahora sin mayores cambios sobre el modelo europeo, salvo algunos detalles, como el pequeño reflejante requerido por la ley estadounidense, ubicado en los laterales de las defensas frontales, o las ruedas de aleación con un acabado pulido. En esta nueva generación, el GTI sufrió un considerable aumento de precio, debido en parte a que su importación es desde Alemania, y no desde Brasil, como en la generación anterior. Igualmente ciertas características como la caja de cambios DSG y el motor 2,0 L Turbo FSI contribuyeron igualmente a dicho incremento. En diciembre de 2006, el Volkswagen GTI fue condecorado con el premio "Automobile of the Year" por la revista Automobile Magazine. A partir de 2008, y por primera vez en esta parte del mundo, el GTI también está disponible con carrocería de 5 puertas.
A partir de marzo de 2007, se presenta la versión especial Volkswagen GTI Fahrenheit Edition, que se distingue por su color naranja (el mismo tono utilizado por Lamborghini en su Gallardo, por sus ruedas de aleación de 18" Charleston con acentos al color del auto, volante con placa especial, paneles interiores al color del auto, costuras del mismo color en volante, palancas de velocidades y de freno de mano, y en los tapetes de alfombra. Únicamente estuvo disponible con la caja de cambios DSG. Esta edición estuvo limitada a 1.200 unidades para los Estados Unidos y 150 para Canadá. Esta edición fue la respuesta norteamericana al "Golf Speed" de edición limitada de Alemania que se presentó en septiembre de 2006.

## El Golf V en América Latina
El Golf V ha comenzado su comercialización en varios países de América Latina a partir de agosto de 2006, con distintas fechas de introducción según el país. Esencialmente llega únicamente el Golf GTI sin mayores cambios, a excepción de un mayor equipamiento de serie, tales como los faros delanteros de Xenón, el climatizador automático Climatronic y el techo corredizo con control eléctrico, respecto al modelo comercializado en los mercados europeos. Cabe mencionar el caso de Chile, donde igualmente se comercializa en cantidad limitada el Golf V R32, y el caso de México, donde a fines de 2008 se comercializaron 170 unidades del Golf GTI Pirelli, con un motor con potencia de 230 CV, y solamente en color Negro Profundo Perlado. Los países donde este automóvil está disponible son entre otros Guatemala, Costa Rica, Panamá, Colombia, Ecuador, Perú y Chile. Cabe destacar que en estos tres últimos países igualmente se comercializa el Golf IV importado desde Brasil en sus versiones de 5 puertas con un enfoque más familiar.
En México solamente estuvo disponible la variante GTI De 3 puertas, sin la posibilidad de importar las variantes comunes de 5 puertas, así como su variante SportWagen.La Preferencia por el VW Jetta en el mercado mexicano ha dejado a este país sin tener el Golf en su catálogo pasando a ser un auto de segmento premium y dejando de ser un auto similar a su concepto original de 1976